# Microdon laetoides
Microdon laetoides är en tvåvingeart som beskrevs av Charles Howard Curran 1935. Microdon laetoides ingår i släktet myrblomflugor, och familjen blomflugor.
Artens utbredningsområde är Arizona. Inga underarter finns listade i Catalogue of Life.